# Timofej Kožuchov
Timofej Kožuchov (* 20. června 2000, Moskva) je český influencer, youtuber, spisovatel a politolog ruského původu. Na internetu vystupuje pod jménem „Debatní deník“, souzní s myšlenkami voluntarismu, libertarianismu, feminismu a sám sebe označuje jako progresivního pravicového libertariána. Dříve se příkláněl k neomarxistickým názorům či aktivně vyznával progresivně socialistické postoje, zejména v tématech ochrany klimatu nebo boje za lidská práva a práva menšin.

## Aktivity
Kromě natáčení debat a přednášek na internet pořádá i živé debaty s veřejností ve stylu „Změň můj názor“, ve kterých se snaží s veřejností debatovat o kontroverzních tématech, například zrušení povinné školní docházky a privatizaci školství, legalizaci všech drog nebo manželství pro všechny, včetně polygamie. Často debatuje i s lidmi na demonstracích. Dále na svém kanále uveřejňuje debaty s politiky nebo edukační videoeseje týkající se zejména politologie.
Tvoří kurzy akademické debaty a od léta roku 2023 vede debatní klub v zázemí Smíchovské střední průmyslové školy a gymnázia. Jednoho ze setkání tohoto klubu se zúčastnila například fyzička a předsedkyně Státního úřadu pro jadernou bezpečnost Dana Drábová. V září 2023 byl na celoevropské konferenci „State of the Union“ pořádané Evropským parlamentem, kde se setkal mimo jiné s českým europoslancem Luďkem Niedermayerem. V roce 2024 se zúčastnil televizní soutěže Prostřeno. Od roku 2024 vystupuje spolu s českým streamerem CzechCloudem a českým influencerem Sváťou Barkem v podcastu DEBACL, který komentuje politické dění.

## Životopis
Narodil se 20. června 2000 v Moskvě, ale už v brzkém dětství (2008) se s rodiči přestěhoval do České republiky. Několik let poté žil na Slovensku, kde studoval na mezinárodní střední škole LEAF Academy. Jeho prapředkem byl ruský vědec Nikolaj Jegorovič Žukovskij. Vystudoval obor filozofie, politologie a ekonomie na britské univerzitě University College London, v období studia žil krátce ve Spojeném království. Během studia na gymnáziu a univerzitě byl aktivním členem Slovenské debatní asociace a absolvoval mnoho mezinárodních debatní soutěží v českém i anglickém jazyce.
Po roce 2015 spolupracoval se spolkem Idealisté.cz. V roce 2018 vyhrál spolu s týmem finále mezinárodní debatní soutěže International Public Policy Forum v New Yorku. Od roku 2016 má občanství České republiky a žije v Praze. Díky nabytému českému občanství se vyhnul povinné mobilizaci v Rusku po ruské invazi na Ukrajinu, proti které se ostře vyhrazuje a aktivně podporuje Ukrajinu.
V roce 2025 vydal knihu „Umění debatovat“. Jednotlivé části knihy se zabývají postupně stavbou argumentů, jejich dokazováním, vyvracováním a dále debatním technikám.[chybí lepší zdroj]
Je polyamorní, přičemž se kvůli tomu chápe jako součást LGBTQ+ komunity.

## Kontroverze
Na podzim 2023 byl vybrán jako moderátor pro pořad „Vladařina“ v rámci vzdělávacího projektu „Based“ pořádané pro české základní a střední školy. Nedlouho po zveřejnění této informace byl kvůli svému vulgárnímu vyjadřování v minulosti na sociální síti X (v té době Twitter) ostře kritizován, což nakonec vedlo k následnému ukončení spolupráce ze strany projektu „Based“.